# Бабій Сергій Олегович
Сергій Олегович Бабій (14 червня 1965) — радянський хокеїст, нападник.

## Спортивна кар'єра
Виступав за команди «Сокіл» (Київ), ШВСМ (Київ), СКА МВО (Калінін), «Таллекс» (Таллінн), «Верстатобудівник» (Рязань), «Лада» (Тольятті) і «Маяк» (Куйбишев). У дебютному сезоні провів 1 матч у вищій лізі.

## Статистика
| Сезон   | Клуб                        | Ліга   | І  | Г  | П | О  | ШХ |
| ------- | --------------------------- | ------ | -- | -- | - | -- | -- |
| 1981-82 | «Сокіл» (Київ)              | СРСР   | 1  | 0  | 0 | 0  | 0  |
| 1982-83 | «Машинобудівник» (Київ)     | СРСР-3 | -  | 10 | - | -  | -  |
| 1983-84 | «Машинобудівник» (Київ)     | СРСР-3 | -  | 9  | - | -  | -  |
| 1984-85 | СКА МВО (Калінін)           | СРСР-3 | -  | 7  | - | -  | -  |
| 1986-87 | ШВСМ (Київ)                 | СРСР-2 | 72 | 16 | 3 | 19 | 36 |
| 1987-88 | ШВСМ (Київ)                 | СРСР-2 | 19 | 3  | 1 | 4  | 4  |
| 1988-89 | «Таллекс» (Таллінн)         | СРСР-2 | 18 | 2  | 0 | 2  | 8  |
|         | «Верстатобудівник» (Рязань) | СРСР-3 | 5  | 0  | 1 | 1  | 2  |
| 1989-90 | «Лада» (Тольятті)           | СРСР-2 | 12 | 0  | 0 | 0  | 0  |
|         | «Маяк» (Куйбишев)           | СРСР-3 | 12 | 7  | 3 | 10 | 0  |
| 1991-92 | «Маяк» (Куйбишев)           | СРСР-3 | 22 | 5  | 4 | 9  | 14 |